# Dope Saint Jude
Catherine Saint Jude Pretorius, (Ciudad del Cabo, Sudáfrica) conocida profesionalmente como Dope Saint Jude, es una rapera, cantante, compositora y productora musical sudafricana.

## Primeros años de vida
Dope Saint Jude nació en Ciudad del Cabo y creció en Elsies River. Aprendió a ejecutar la guitarra a la edad de 12 años y comenzó a escribir poesía para acompañar su música. Más tarde entró en su propia marca de hip hop, que ha sido descrita como una banda sonora para la inclusión, la aceptación y el empoderamiento feminista. Se ha destacado por aportar un toque "queer " a la escena del hip hop.

## Carrera
Comenzó su carrera en 2011, actuando como Saint Dude, un drag king. En ese momento, fundó la primera compañía drag king documentada de Sudáfrica. En 2013, Saint Jude decidió dejar la compañía para seguir una carrera como solista.
En 2016, colaboró con MIA para ser parte del vídeo de la campaña de concientización de H&M para la semana mundial del reciclaje de ese año. En julio de 2016, Saint Jude lanzó su EP debut de producción propia, Reimagine. En 2017, apareció en el álbum de Jlin, Black Origami.
Ha participado en el Festival Internacional de Jazz de Ciudad del Cabo en 2017, la Universidad de Stanford en 2017 y en el Festival Afropunk de Johannesburgo en 2018.
En noviembre de 2018, lanzó su segundo EP, Resilient. El sencillo principal, "Grrrl Like", se lanzó en octubre de 2018. La canción se usó para el programa de Apple TV Dickinson, el programa de anime de Netflix Kipo y la Era de los Magnimales, el anuncio del fabricante de automóviles, en el tráiler de la serie original sudafricana de Netflix, Blood & Water, y en la película Nimona basado en la novela gráfica del mismo  nombre.
En abril de 2022, lanzó su tercer EP, Higher Self.

## Discografía
- Reimaginar (2016)
- Resilient (2018)
- Higher Self (2022)